# Rolf Eden

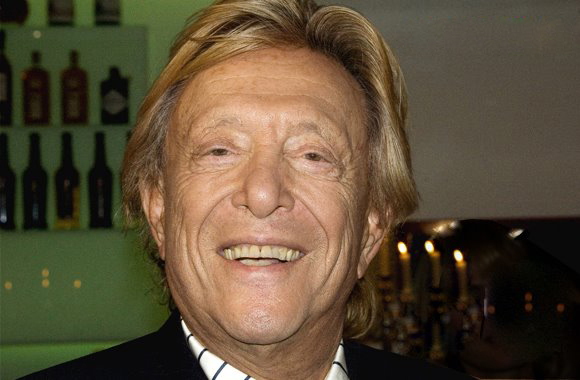
Rolf Eden (2010)

Rolf Shimon Eden (* 6. Februar 1930 in Berlin als Rolf Sigmund Sostheim; † 11. August 2022 ebenda) war ein deutscher Geschäftsmann, Nachtclubbesitzer und gelegentlicher Schauspieler. Er wurde jahrelang oft als letzter „deutscher“ oder „Berliner Playboy“ und „Lebemann“ bezeichnet und trat in Talkshows und zu anderen Gelegenheiten öffentlich auf – meistens in einem weißen Anzug. In Nachrufen wurde er als Berliner Original bezeichnet.

## Leben

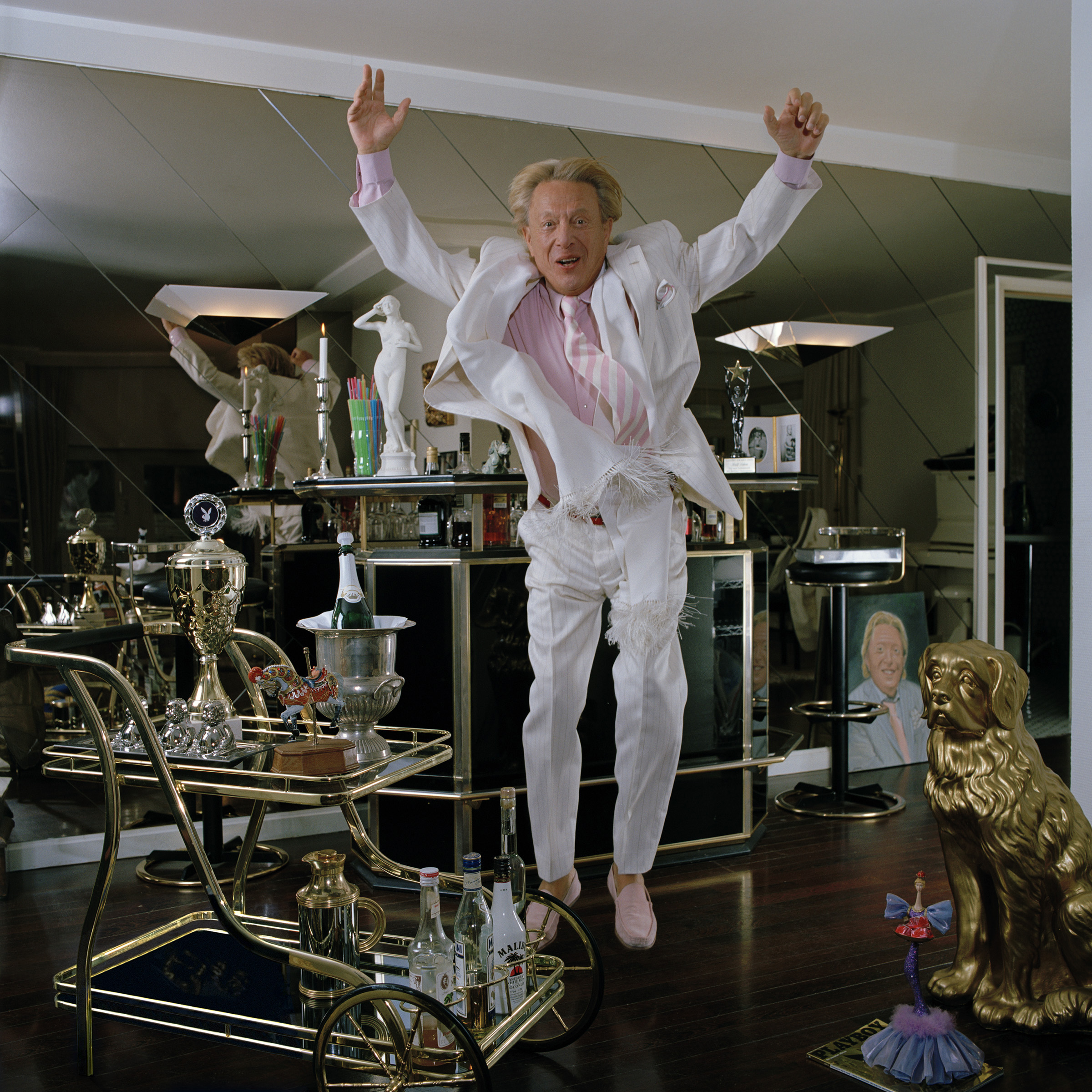
Rolf Eden fotografiert von Oliver Mark, Berlin 2007

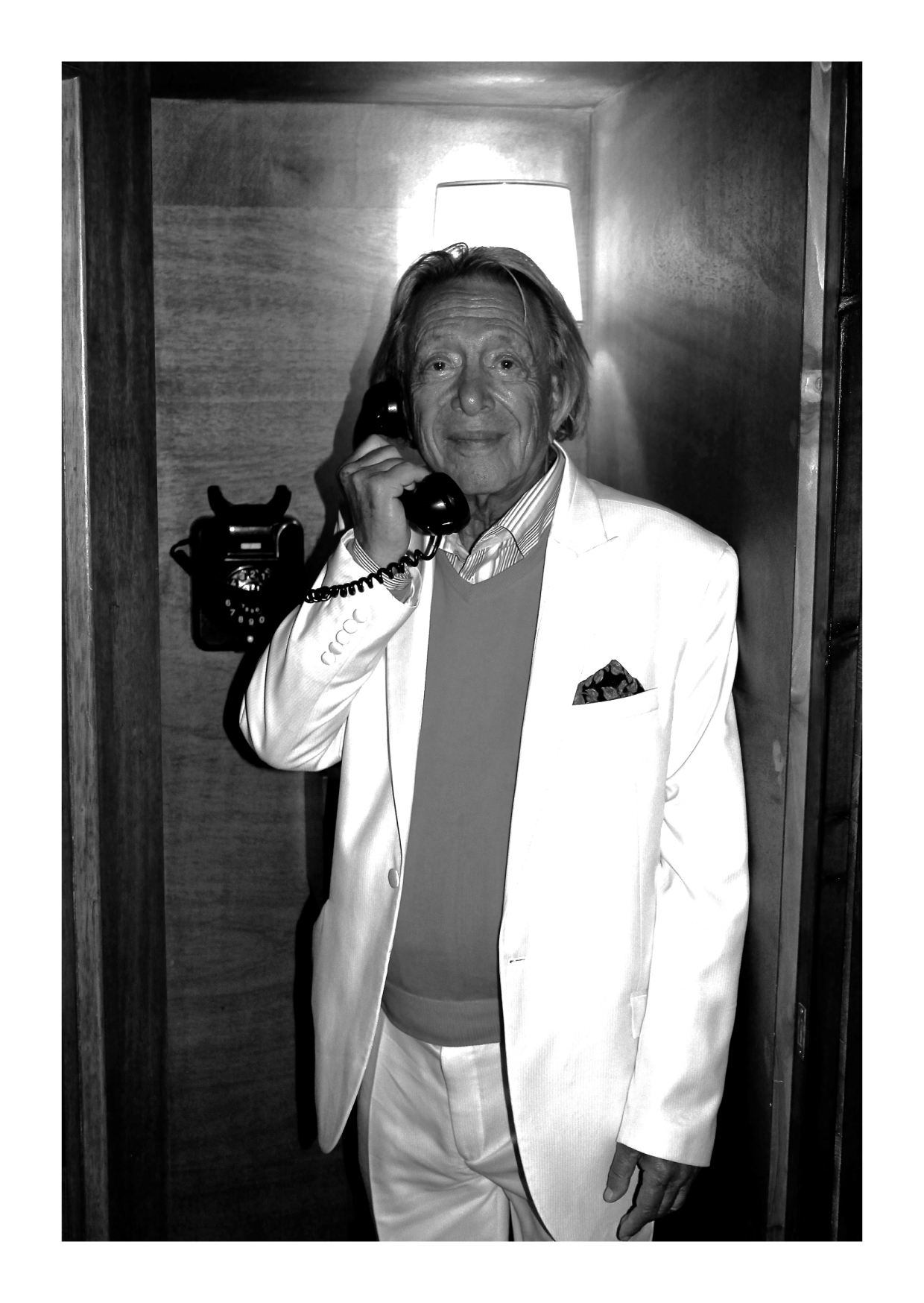
Rolf Eden im Hotel Bogota Berlin, 2013

### Frühe Jahre in Israel
Eden wurde als älterer von zwei Söhnen einer jüdischen Familie in Berlin-Tempelhof geboren. Nach der Machtergreifung der Nationalsozialisten floh die Familie 1933 nach Palästina. Edens Vater Hans war als Unternehmer tätig und ging 1936 in Konkurs; danach arbeitete er als Taxifahrer. Später führten Edens Eltern ein Café in Haifa, die Großeltern ein Hotel. Mit 14 verließ Rolf Eden die Schule und verdiente sein Geld als Musiker. Im ersten arabisch-israelischen Krieg von 1948 kämpfte er in der Einheit Palmach zusammen mit Yoram Kaniuk unter Jitzchak Rabin. Aus dieser Zeit stammt Edens erstes von sieben Kindern von sieben Frauen, Irit (* 1949). Mit der Mutter seiner ersten Tochter war er auch vorübergehend verheiratet, was Eden nach eigenen Angaben später der Presse verschwiegen hat.

### Paris
Anfang der 1950er Jahre lebte Eden in Paris und arbeitete dort unter anderem als Musiker, Kellner, Chauffeur, Autohändler und übernahm erste Statistenrollen bei Filmproduktionen, später auch Nebenrollen. Gleichzeitig wartete er vergeblich auf ein Visum für die USA.
In Neapel suchte Eden das deutsche Konsulat auf, um seinen deutschen Namen zu ändern. Den Künstlernamen „Eden“ wählte er nach eigenen Angaben nach dem Hotel seiner Großeltern in Haifa sowie nach dem englischen Außenminister Sir Anthony Eden. Ursprünglich wollte er den Namen „Shimon Eden“ eintragen lassen, doch der Konsulatsbeamte trug den Namen „Rolf Eden“ ein.
Als er 1956 in der Zeitung las, dass jeder im Ausland lebende Berliner, der nach West-Berlin zurückkehrt, 6000 Mark (nach heutiger Kaufkraft ca. 18.000 Euro) erhalte, reiste er nach Berlin.

### Berlin

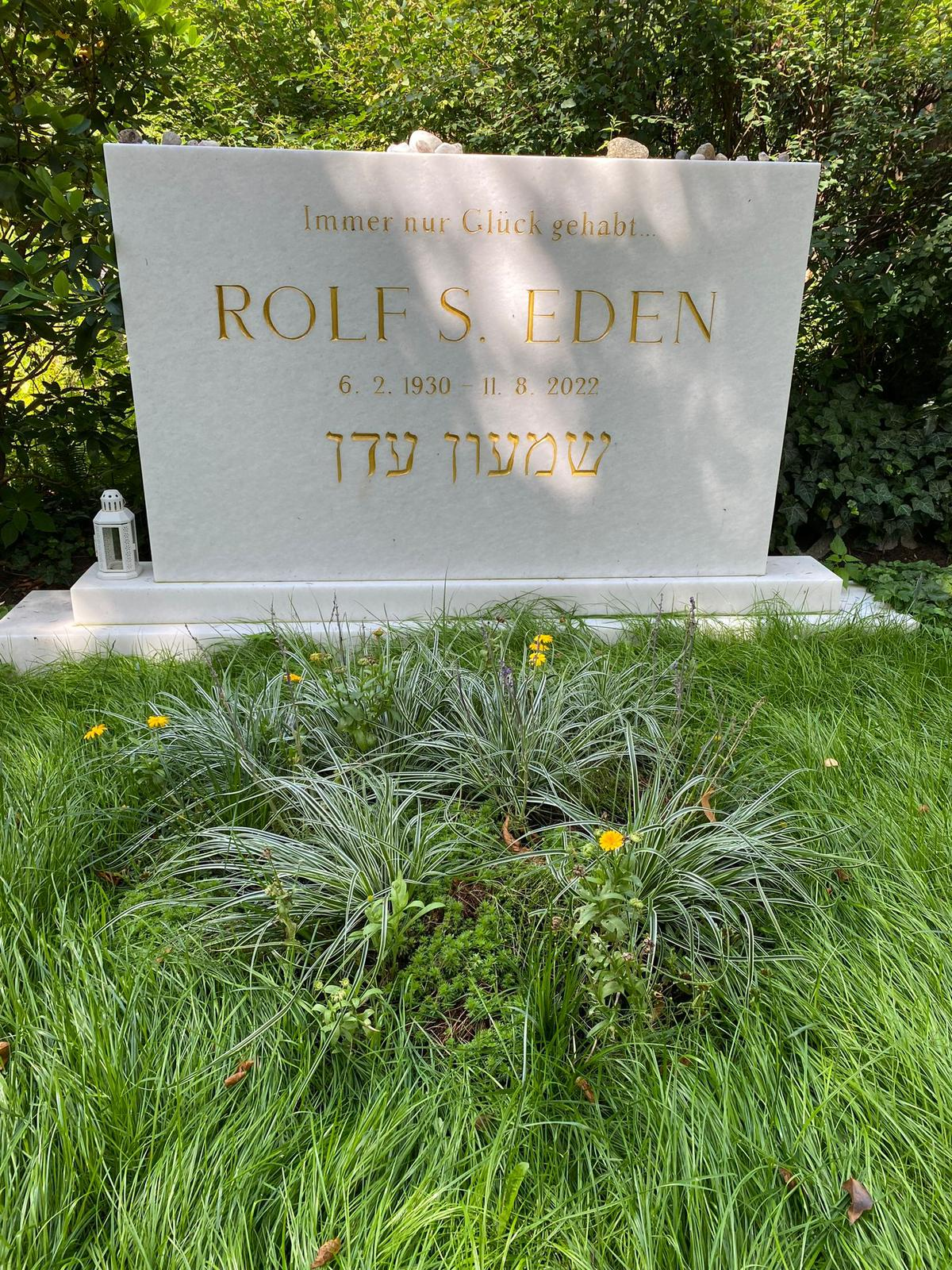
Grabstätte auf dem Friedhof Heerstraße

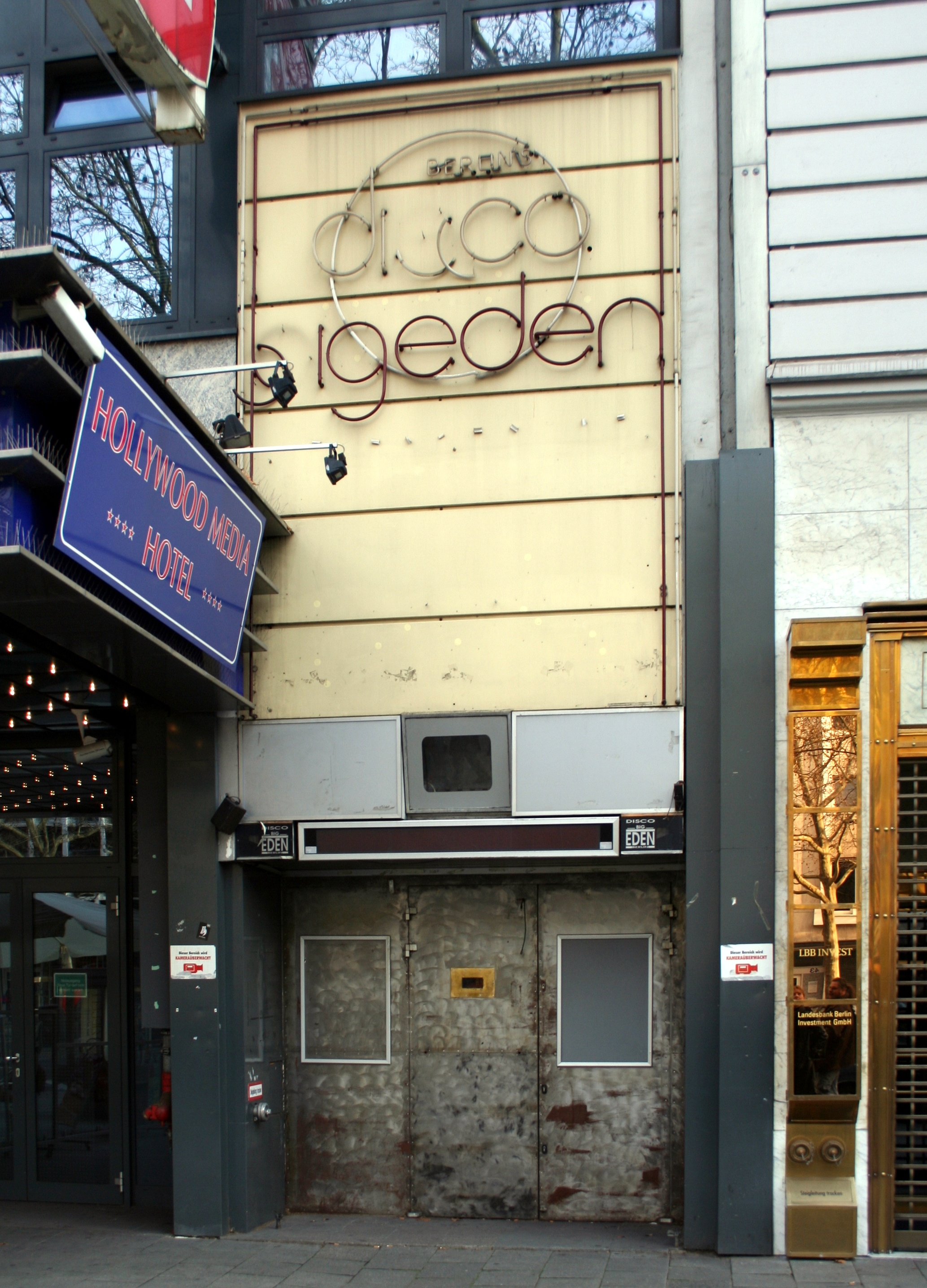
Eingang der ehemaligen Diskothek Big Eden, 2008

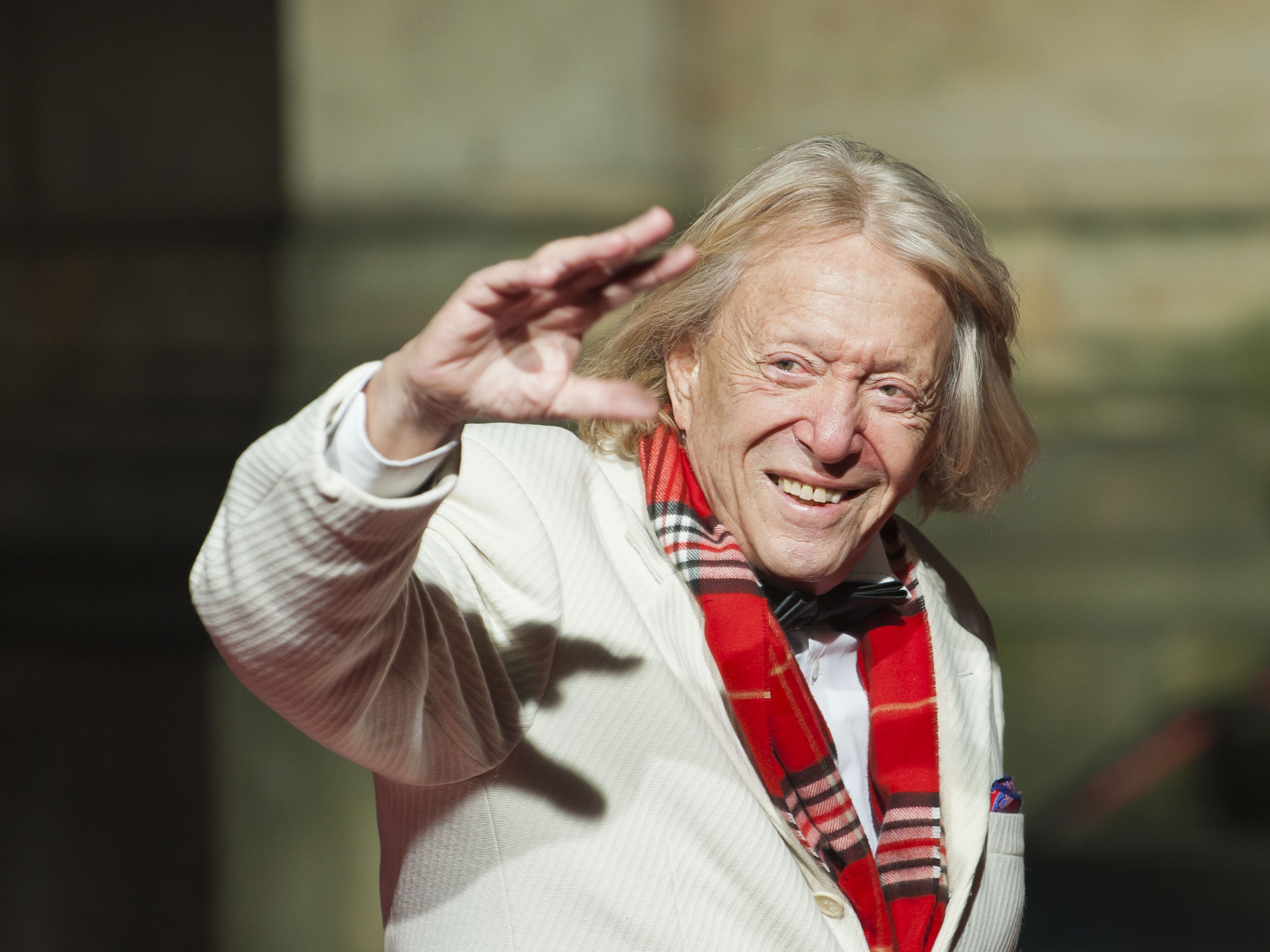
Rolf Eden, 2011

Zu Beginn seiner Zeit in Berlin wartete Eden auf das versprochene Geld und arbeitete zunächst kurze Zeit als Staubsaugervertreter sowie als Nachtportier und Barkeeper in einer US-Kaserne. Mit dem schließlich ausgezahlten Begrüßungsgeld eröffnete Eden zunächst 1957 in der Nestorstraße Ecke Kurfürstendamm den Eden-Saloon, der wenige Jahre später in die nahegelegene Damaschkestraße umzog und (nach Eröffnung des New Eden) auch Old Eden genannt wurde. Es folgten das New Eden, der Eden-Playboy-Club, das Kabarett Schlüsselloch und 1967 das Big Eden. Danach eröffnete er das Blue Tattoo. Eden prägte in den 1950er und 1960er Jahren die Nachtclub-Szene in Berlin und blieb auch in den 1970er und 1980er Jahren erfolgreich. Nach der politischen Wende verkaufte Eden nach und nach alle seine Etablissements, seine letzte Diskothek, das Big Eden, veräußerte er im Jahr 2002. Nach seinen Angaben gingen alle späteren Eigentümer mit den übernommenen Läden pleite.
Eden machte die nackte Haut von Frauen zum wichtigen Teil seines Geschäftes, die weiblichen Angestellten arbeiteten mit freiem Oberkörper in seinen Etablissements.
Ab 1977 investierte Eden sein Geld in Immobilien. Er besaß 2012 nach eigenen Angaben 26 Mietshäuser mit mehreren hundert Wohnungen in Berlin.
Immer wieder arbeitete Eden auch als Schauspieler und wirkte in rund 30 Filmen mit.
2012 erschien seine Autobiografie Immer nur Glück gehabt: Wie ich Deutschlands bekanntester Playboy wurde. Coautor war der Regisseur Peter Dörfler, der 2011 mit The Big Eden einen Dokumentarfilm über Edens Leben veröffentlichte.

## Privates
Eden lebte über Jahrzehnte offen promisk und hatte zahlreiche Bekanntschaften, die oft von Presseberichten begleitet wurden. Zu den bekannten Persönlichkeiten an seiner Seite zählten beispielsweise Kai Fischer, Evelyn Künneke, Maria Karrer (Model von Emilio Schuberth), Barbara Valentin, Barbara Capell und Sieglinde Walter (Fotomodell Anfang der 1960er Jahre), mit der er auch einen weiteren Sohn hatte. Mit Ursula Buchfellner war er ab Anfang der 1980er sieben Jahre liiert. Eden und Buchfellner blieben nach der Trennung  bis zu seinem Tod befreundet.
Rolf Eden starb am 11. August 2022 im Alter von 92 Jahren und wurde auf dem Waldfriedhof Heerstraße (Grab 14-44/45) im Berliner Ortsteil Westend beigesetzt.

## Filmografie (Auswahl)
- 1959: Morgen wirst du um mich weinen
- 1962: So toll wie anno dazumal
- 1962: Das Testament des Dr. Mabuse
- 1964: Das siebente Opfer
- 1966: Schwarzer Markt der Liebe
- 1967: St. Pauli zwischen Nacht und Morgen
- 1967: Treibgut der Großstadt
- 1967: Pension Clausewitz
- 1967: Heißer Sand auf Sylt
- 1968: Dynamit in grüner Seide
- 1968: Kommando Sinai
- 1968: Schamlos
- 1968: Mattanza
- 1969: Der Mann mit dem goldenen Pinsel
- 1969: Josefine, das liebestolle Kätzchen
- 1969: Das ausschweifende Leben des Marquis de Sade (De Sade)
- 1970: Wir – zwei
- 1970: Ich – ein Groupie
- 1972: Das Auge des Bösen (Casa d’appuntamento)
- 1976: Drei Damen vom Grill (Serienfolge)
- 1977: Operation Thunderbolt (Mivtsa Yonatan)
- 1978: Agenten kennen keine Tränen (A chi tocca, tocca …!)
- 1980: Drei Lederhosen in St. Tropez
- 1981: Kalt wie Eis
- 1982: Rote Liebe
- 1985: Richy Guitar
- 1985: Alpha City – Abgerechnet wird nachts
- 2009: So ein Schlamassel
- 2013: Dora Heldt: Ausgeliebt
- 2014: Dragan Wende – West Berlin
- 2016: Gut zu Vögeln

Musikvideos
- 2003: Görli, Görli – P.R. Kantate
- 2008: Dancing – Lexy & K-Paul
- 2012: Money And Women – Wyn Davies

## Werke
- Immer nur Glück gehabt: Wie ich Deutschlands bekanntester Playboy wurde. Zusammen mit Peter Dörfler. Lübbe-Verlag, Köln-Mülheim 2012, ISBN 978-3-7857-2457-6.

## Dokumentarfilm
- Peter Dörfler: The Big Eden, Dokumentarfilm, Deutschland 2011, 90 min.